# Migdale Ne’eman
Migdale Ne’eman (hebr. מגדלי נאמן; Wieże lojalności) – osiedle mieszkaniowe w Tel Awiwie, znajdujące się na terenie Dzielnicy Pierwszej.

## Położenie
Osiedle leży na nadmorskiej równinie Szaron, nad Morzem Śródziemnym. Jest położone w północnej części aglomeracji miejskiej Tel Awiwu, na północ od rzeki Jarkon. Jest to najdalej wysunięte na północ osiedle mieszkaniowe Tel Awiwu. Znajduje się w otoczeniu terenów biznesowych, na północny zachód od osiedla Ezore Chen.

## Środowisko naturalne
Osiedle powstało na nadmorskich wydmach i nieużytkach rolniczych, położonych na północ od zabudowy miejskiej Tel Awiwu. Podczas rozbudowy teren został wyrównany i obecnie obszar osiedla jest płaski, nie ma tutaj żadnych większych różnic wysokości.

### Przyroda
Część nadmorską osiedla zajmuje pas wydm z charakterystyczną śródziemnomorską roślinnością. Tereny położone za wydmami są porośnięte przez zarośla i niewielkie drzewa.

## Polityka
Przy ulicy Michael Ne'eman znajduje się konsulat Irlandii.

## Architektura
Jest to nowoczesne osiedle mieszkaniowe, które znajduje się w ciągłej rozbudowie. Dominują tutaj budynki wielorodzinnej zabudowy mieszkaniowej. Szczególnie uroczym jest nadmorski kompleks mieszkaniowy Sea&Sun, w którym znajdują się luksusowe apartamenty dla bardzo bogatych ludzi. Wśród tych nowoczesnych budynków znajduje się popularna restauracja "Turquise".

## Kultura
W tej części miasta znajduje się duży kompleks kinowy Cinema City.

## Edukacja i nauka
W osiedlu znajduje się założony w 1912 College Nauczycielski Levinsky - był to pierwszy college, w którym nauczano w języku hebrajskim. Został on założony przez członków ruchu Chowewej Syjon i nazwany na cześć działacza ruchu syjonistycznego Elhana Leib Levinskiego (1857-1911). Tuż obok znajduje się Avshalom Institute, założony przez Szmuela Avitzura w celu pogłębiania wiedzy o Ziemi Izraela. W ich sąsiedztwie jest położony College Zarządzania - Studia Akademickie, który jest największą wyższą uczelnią zarządzania i biznesu w Izraelu. Celem szkoły jest wykreowanie nowej generacji młodych ludzi na przywódców państwa i narodowej gospodarki. College rozwija międzynarodową współpracę i organizuje liczne seminaria oraz konferencje naukowe. Natomiast Instytut Mofet został założony w 1983 przez ministerstwo edukacji, w celu doskonalenia systemów nauczania i tworzenia programów dla nauczycieli.

## Turystyka
Osiedle leży na obrzeżach Tel Awiwu i dzięki swojej bazie noclegowej jest dogodnym miejscem jako baza wypadowa do zwiedzania aglomeracji miejskiej Gusz Dan oraz Izraela.

## Sport i rekreacja
Tutejsze plaże umożliwiają uprawianie wszystkich sportów wodnych. Dodatkową atrakcją jest Country Club, na terenie którego znajdują się między innymi korty tenisowe oraz inne obiekty sportowe.

## Gospodarka
We wschodniej części osiedla znajduje się strefa przemysłowa Pi Gilot.

## Transport
Przez osiedle przechodzi droga ekspresowa nr 2  (Tel Awiw-Natanja-Hajfa), która krzyżuje się tutaj z autostradą nr 5  (Tel Awiw-Petach Tikwa-Ari’el).

## Wojsko
W północnej części osiedla znajduje się kompleks wojskowy, będący główną siedzibą izraelskiego wywiadu Mosad. Jest to duży kompleks budynków, ściśle strzeżonych przez ochronę.